# Domingo Marimón
Domingo Marimón (Zárate, Argentina ou Barcelona ou Ilhas Canárias, Espanha, 18 de maio de 1902 ou 1903 - Cosquín, 30 de junho de 1981) era um piloto de automobilismo argentino mais conhecido por ser o vencedor do Grande Prêmio da América do Sul de 1948 e por ser o pai de Onofre Marimón.

## Primeiros Anos
Há grande dúvida sobre o local e a data de nascimento de Domingo Marimón, mas parece mais provável que tenha nascido em 18 de maio de 1903, em Barcelona, e viajado à Zárate, Argentina, com seus pais, tendo poucos dias de vida. Fazia parte de uma família de quatro irmãos e, muito jovem, ainda em Zárate, teve tuberculose. Com isso, retirou-se ao Sanatório de Santa Maria, em Cosquín, em 1922 e, depois de breve melhora, voltou em definitivo ao local em 1928, devido à recorrência da doença. Em Cosquín, iniciou seu interesse pelas corridas de automóvel e abriu uma empresa de transporte fúnebre. Sua estréia em competições foi em 1931, em La Tablada, chegando em segundo lugar, atrás de Angel Anticaglia.

## A Grande Vitória
Desde sua estréia automobilística, Domingo teve participações esporádicas em provas do Turismo Carretera na Argentina e em algumas provas de longa duração, como o Grande Prêmio Internacional de Carreteras, entre Buenos Aires e Santiago, em 1947. Foi no ano seguinte, entretanto, que ele conquistou sua mais famosa vitória, o Grande Prêmio da América do Sul, conhecido também como Buenos Aires-Caracas. A competição, que cobriu 9.576 quilômetros em 14 etapas, foi decidida no último trecho, entre Valera e Caracas, quando Oscar Gálvez e seu companheiro Frederico Herrero, que venceram metade das etapas, foram desclassificados por terem sido ajudados pelo público a cruzar a linha de chegada, quando seu Ford parou a poucos quilômetros do final. Com isso, Domingo Marimón, acompanhado de Pedro Duhalde, a bordo de um Chevrolet 1939, mesmo sem vencer nenhuma das etapas, foi o mais regular dos 141 inscritos que largaram de Buenos Aires, vencendo a prova com o tempo de 118 horas e 37 minutos.

## Depois da Glória
Após vencer o Grande Prêmio da América do Sul, Domingo tornou suas participações em provas ainda mais raras, focando-se no apoio à carreira do filho, Onofre Marimón. De qualquer forma, só pararia completamente de correr, desiludido, após a morte de Onofre, despedindo-se do automobilismo no Grande Prêmio de Parque Sarmiento, em 1955. Faleceu em 30 de junho de 1981, quando suicidou-se em sua casa, em Cosquín.